# Потомак (Мериленд)
Потомак (енгл. Potomac) насељено је место без административног статуса у америчкој савезној држави Мериленд.

## Демографија
По попису из 2010. године број становника је 44.965, што је 143 (0,3%) становника више него 2000. године.
| Група             | 2000.          | 2010.          |
| Белци             | 33.724 (75,2%) | 31.770 (70,7%) |
| Афроамериканци    | 1.763 (3,9%)   | 2.076 (4,6%)   |
| Азијати           | 5.991 (13,4%)  | 7.169 (15,9%)  |
| Хиспаноамериканци | 2.411 (5,4%)   | 2.857 (6,4%)   |
| Укупно            | 44.822         | 44.965         |